# Midland Railway classe 483
Les locomotives Classe 483 du Midland Railway sont des locomotives à vapeur de disposition d'essieux 220 « American » (4-4-0 dans la nomenclature britannique) utilisées en service voyageurs par le Midland Railway, le London, Midland and Scottish Railway et les British Railways. Dotées de deux cylindres à simple expansion et de roues de (7 pieds ¹⁄₂ pouce, (plus de deux mètres), elles ont été réalisées en renouvelant (reconstruisant totalement) d'anciennes locomotives du Midland remontant à la période 1882-1901.

## Historique

### Origines
Vers 1900, le matériel moteur du Midland Railway comprend de nombreuses locomotives de disposition 220 dont 275 construites de 1876 à 1901 (Classe 2), des machines plus anciennes de disposition 120 et une centaine de locomotives « Single Driver » (211) à un seul essieu moteur, dont les dernières sont sorties d'usine en 1900. Le Midland ne jure que par les locomotives de petites dimensions, remorquant des trains de voyageurs légers, donc très rapides, sur les lignes de Londres, Derby, Manchester, Liverpool, Gloucester et Bath, au relief favorable. Plutôt que de construire des locomotives de grande puissance remorquant des express emportant davantage de voyageurs, le choix est fait de desservir les grandes lignes avec plusieurs trains de faible tonnage. L'inauguration en 1879 de la ligne de Settle à Carlisle (en), au relief très tourmenté, impose d’employer deux locomotives en tête des express, voire une troisième en pousse.
La mise au point de locomotives plus modernes et puissantes — des 220 à foyer belpaire série 700-779, 1000-1044 (compound) et 990-999 — ne remet pas en question cette philosophie mais répond à l'accroissement du poids des trains de voyageurs et à la course à la vitesse entre réseaux concurrents.
Répondant au besoin d'augmenter graduellement la vitesse et la puissance de leurs locomotives pour express, le Midland avait doté de 1904 à 1907 les 195 représentantes les plus récentes de la classe 2 (bâties à partir de 1882 par les Ateliers Midland de Derby, Beyer-Peacock, Sharp & Stewart et Neilson & Reid,) d'une nouvelle chaudière type H. Entre 1907 et 1911, 44 de ces dernières reçoivent une chaudière G7 à foyer Belpaire dépourvue de surchauffeur.

### Mise au point

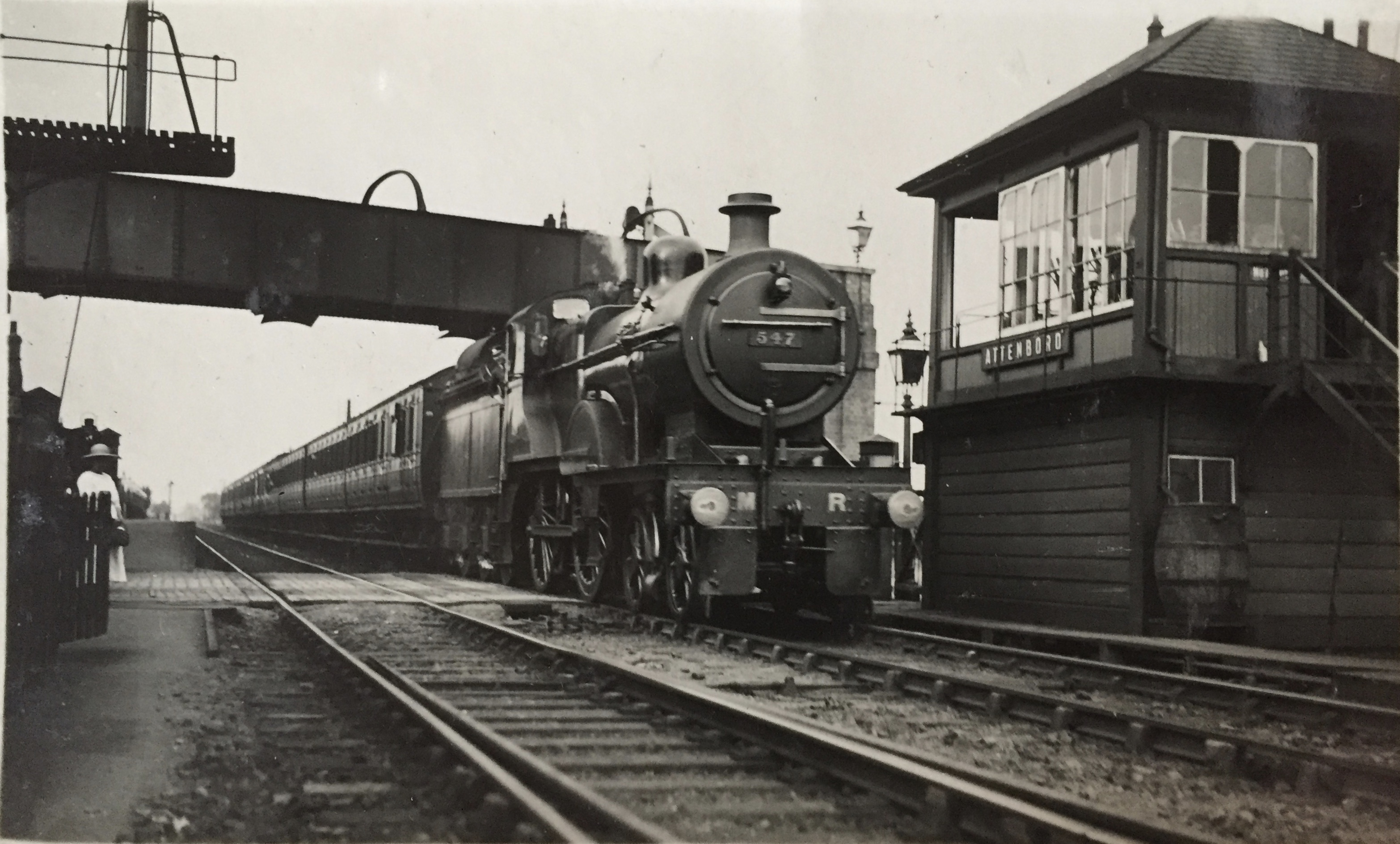
La 583 du Midland (équipée de la chauffe au fioul) traverse la gare d'Attenborough au début des années 1920.

La surchauffe ayant fait ses preuves sur plusieurs séries de locomotives neuves du Midland, la direction ordonne fin 1911 de renouveler la série des 483 à 511 avec de nouveaux cylindres, un nouveau châssis et une variante de chaudière G7 avec surchauffeur Schmidt. Bien que fort peu de composants des anciennes locomotives soient conservés, cette désignation de locomotives "modernisées" permet de réaliser des économies d'ordre budgétaire sur les droits à verser pour avoir le droit d'utiliser un surchauffeur Schmidt, la redevance étant plus élevée sur les locomotives neuves. Un total de 138 ou 143 locomotives des divers modèles de 1882-1901 regroupés dans la classe 2 sont reconstruits par vagues de 1912 à 1924. Comme les chaudières de type "H" sont encore récentes, elles sont réutilisées sur les 030 pour trains de marchandises du Midland construites entre 1875 et 1909. La numérotation croissante ne reflète pas l'ordre des reconstructions et comporte des lacunes correspondant aux locomotives non-concernées par ce programme ou déjà hors-service.
Faisant face au besoin de machines de vitesse sur la ligne du Somerset and Dorset Joint Railway (en), co-exploitée par le Midland et le London & South Western, le Midland fait réaliser deux copies neuves en 1914 (numérotées 70-71) et trois autres en 1921 (68 à 70). À la reprise du parc moteur de cette compagnie par le LMS en 1930, elles sont renumérotées 322-326.

### Carrière et services effectués
Désignées classe 483 (en prenant pour repaire la locomotive reconstruite en premier), ces 138 locomotives étaient également désignées classe 2, un groupe fondé sur leur puissance regroupant aussi leurs devancières ainsi que des locomotives-tender. Toutes sont encore en service à la création du London, Midland and Scottish en 1923. À cette date, le Midland dispose au total de 135 locomotives pour trains de voyageurs plus puissantes que les "483" (les séries 700, 1000 et 990).
Ce monopole des locomotives de faible puissance et la forte quantité sur les sections montagneuses de trains péniblement remorqués par deux locomotives, générant quantité de retours à vide, sera la cause de deux catastrophes ferroviaires en 1910 et 1913 sur la ligne Settle-Carlisle impliquant des classe 2 modernisées :
- l'accident ferroviaire de Hawes Junction (en) (56 morts) où un train de nuit Londres-Glasgow remorqué par la 549 assistée d'une 120 de 1870 rattrape deux autres 220 classe 2 circulant à vide provoquant le télescopage et l'embrasement des voitures à caisse en bois éclairées au gaz[3] ;
- l'accident ferroviaire d'Ais Gill (en) (16 morts) où un train qui s'est vu refuser une demande de locomotive d'appoint est rattrapé par un second convoi, également à destination de Londres, emmené par la 446. Dans les deux cas, les locomotives impliquées seront réparées.

Durant les premières années du LMS, la politique des petites locomotives se poursuit malgré l'existence de modèles plus puissants issus des autres compagnies constituantes. Plusieurs locomotives du Midland sont reproduites et il faudra attendre 1927 pour que le LMS ne construise ses premières machines pour express à trois essieux moteurs : les Royal Scot.
Malgré cela, la demande de locomotives légères et rapides pour les trains régionaux motivera la construction des 138 locomotives série 563-700 qui sortent d'usine entre 1928 et 1932. Ces dernières permettent de mettre au rebut les locomotives comparables les plus anciennes ou arrivant à limite d'usure.
Le 19 novembre 1926, un train de cinq voitures à bogies et caisse en bois remorqué par la 387 entre en collision avec des wagons d'un train de charbon qui venaient de dérailler sur la voie adjacente, délogeant un mât de signal. L'accident causé par la dislocation d'un wagon en mauvais état appartenant à un charbonnage privé cause la mort de neuf passagers à bord des deux voitures de queue. 

### Fin de carrière
Une partie de la série est retirée du service à partir du milieu des années 1920. À l'opposé des locomotives de la classe 700 plus récentes et plus puissantes, le départ à la retraite des locomotives classe 2 à surchauffe est mis en pause dans les années 1930, de sorte que les British Railways créés en 1948 reprennent 17 locomotives des sous-séries de 1882-1891 (numéros entre 40332 et 40397), l'ensemble des machines neuves du Somerset & Dorset (40322 à 326) ainsi que 143 machines initialement construites entre 1891 et 1901 (entre 40400 et 40562).
Quelques locomotives des British Railways sont déjà parquées hors-service et ne porteront leurs nouveaux numéros que sur le papier. Le reste est retiré de la circulation au cours de la période 1950-1962 après avoir été utilisé à la fois sur des trains régionaux à arrêts fréquents et en renfort de locomotives de forte puissance acheminant des express sur les lignes accidentées. La dernière a disparaître est la 453, originellement assemblée en 1894.
Aucune de ces locomotives n'a été sauvegardée.

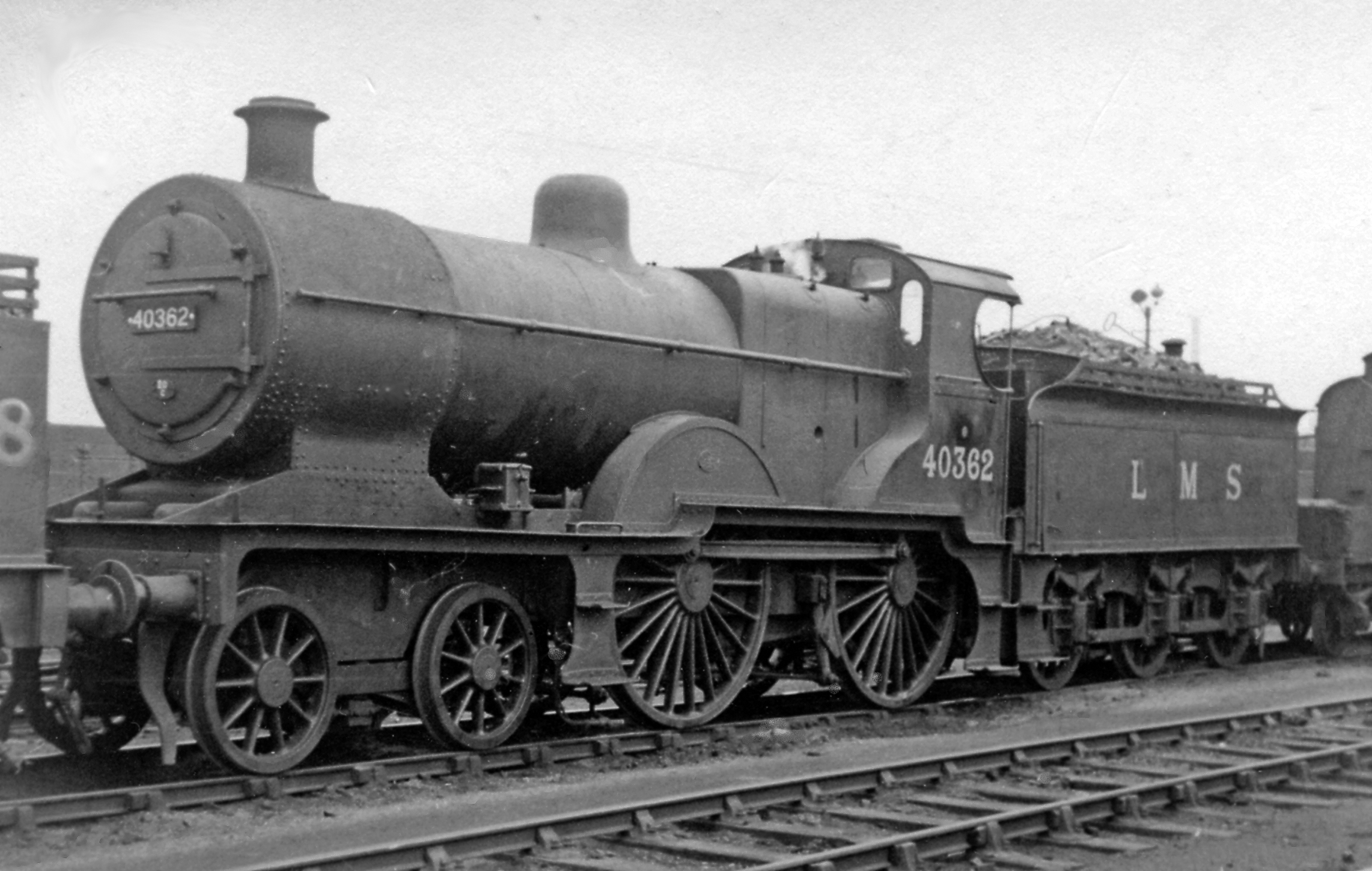
La 40362 originellement livrée en 1885 vient de recevoir son nouveau matricule mais porte encore la livrée LMS.
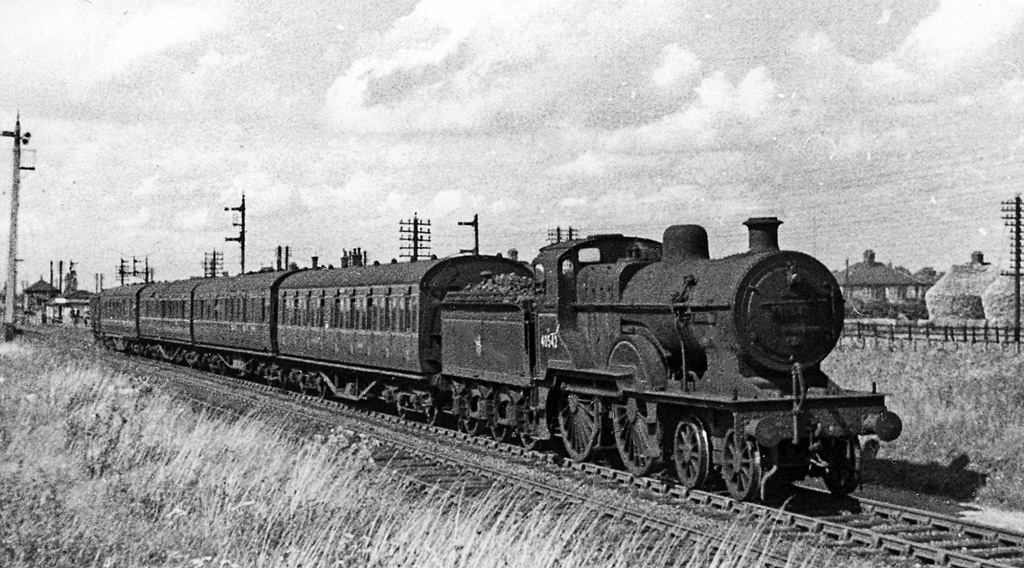
Train omnibus emmené par la 40542 à Walton en 1950.
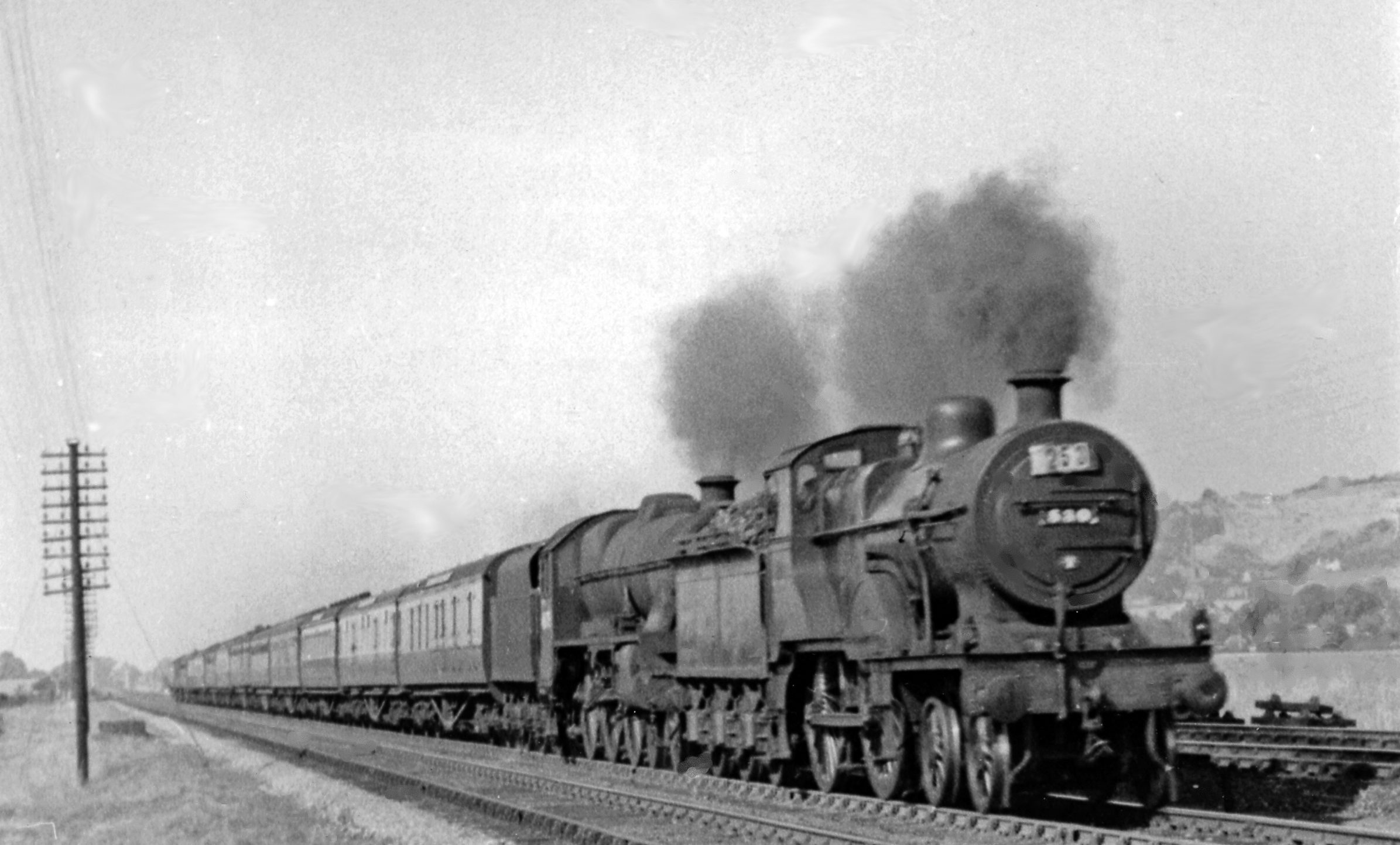
Double traction de la 530 et d'une classe Jubilee en tête de l'express Devonian de Bradford à Kingswear (1949).